# James Keteltas Hackett
Pour les articles homonymes, voir Hackett et James Hackett.
James Keteltas Hackett, né sur l'île Wolfe (lac Ontario, au Canada) le 6 septembre 1869 et mort à Paris (France) le 8 novembre 1926, est un acteur et directeur de théâtre américain. Il a réalisé un film en 1914.

## Filmographie

### Comme réalisateur
- 1914 : The Walls of Jericho

### Comme acteur
- 1913 : Le Prisonnier de Zenda (The Prisoner of Zenda) de Hugh Ford et Edwin S. Porter : Rudolf Rassendyll / King Rudolf of Ruritania
- 1918 : Ashes of Love : Arthur Woodridge
- 1919 : The Greater Sinner